# Escalandrum
Escalandrum est un groupe argentin de jazz, originaire de Buenos Aires.

## Histoire
Escalandrum apparaît dans le jazz de Buenos Aires en mars 1999 (son nom vient de l'escalandrún (requin-taureau) que le père d'Astor Piazzolla pêchait), concrétisant ainsi une initiative du batteur Daniel « Pipi » Piazzolla, petit-fils d'Astor Piazzolla. Le groupe est distingué en 2005 par la Fondation Konex parmi les 100 figures les plus remarquables de la dernière décennie de la musique populaire argentine, puis avec le Konex de platine en 2015, cette fois comme meilleur groupe de jazz de la décennie, et en 2002 comme groupe révélation par les journaux Clarín et La Nación.
Escalandrum a une carrière de plus de vingt ans avec sa formation originale, a visité plus de vingt pays. Il est le premier groupe argentin invité à participer au Bridgestone Music Festival de São Paulo, au Brésil. Ils sont nommés aux Latin Grammy Awards en 2011 dans la catégorie meilleur album instrumental pour Piazzolla plays Piazzolla.
Le groupe célèbre sa 25e année d'existence avec la sortie de son album Escalectric en 2023 au label Warner.

## Membres
- Damián Fogiel – saxophone ténor
- Nicolás Guerschberg – piano
- Gustavo Musso – saxophone alto, saxophone soprano
- Martín Pantyrer – saxophone baryton, clarinette basse
- Daniel Piazzolla – batterie]
- Mariano Sivori – contrebasse

## Discographie
- 2000 : Bar los Amigos
- 2002 : Estados Alterados
- 2003 : Sexteto en Movimiento
- 2008 : Misterioso
- 2008 : Visiones
- 2011 : Piazzolla plays Piazzolla
- 2013 : Vértigo
- 2014 : Las cuatro estaciones porteñas
- 2016 : 3001 - Proyecto Piazzolla (avec Elena Roger)
- 2017 : Sesiones Ion
- 2018 : Studio 2
- 2020 : El Reino del Revés
- 2020 : Como la Cigarra
- 2021 : 100
- 2023 : Escalectric